# Coupe de Luxembourg 1931-1932
La Coppa di Lussemburgo 1931-1932 è stata la 11ª edizione della coppa nazionale lussemburghese disputata tra l'8 novembre 1931 e il 17 aprile 1932 e conclusa con la vittoria dello Spora Luxembourg, al suo secondo titolo.

## Formula
Eliminazione diretta in gara unica.

### 1º Turno preliminare
| Squadra 1                 | Risultato | Squadra 2             |
| ------------------------- | --------- | --------------------- |
| 8 novembre 1931           |           |                       |
| US Bascharage             | 3 − 2     | Swift Hesperange      |
| Differdange               | 3 − 1     | US Niederwiltz        |
| Egalité Weimerskirch      | 3 − 4     | Rumelange             |
| Etzella Ettelbruck        | 3 − 1     | Steinfort             |
| Gold a Ro't Wiltz         | 0 − 3     | Red Black Pfaffenthal |
| Jeunesse 07 Kayl          | 1 − 2     | Red Star Merl         |
| Mansfeldia Clausen        | 6 − 1     | Red Boys Aspelt       |
| Pétange                   | 4 − 2     | Jeunesse Esch         |
| Progrès Grund             | 4 − 0     | Jeunesse Hautcharage  |
| Sporting Bettembourg      | 4 − 2     | Rapid Neudorf         |
| Stade Dudelange           | 11 − 0    | AS Luxembourg         |
| The Belval Belvaux        | 6 − 0     | Alliance Dudelange    |
| Tricolore Muhlenweg       | 3 − 1     | Victoria Rosport      |
| White-Green Lorentzweiler | 1 − 8     | Oberkorn              |
| Young Boys Diekirch       | 2 − 2     | Chiers Rodange        |

| Squadra 1                   | Risultato | Squadra 2           |
| --------------------------- | --------- | ------------------- |
| ? novembre 1931 (Spareggio) |           |                     |
| Chiers Rodange              | 10 - 0    | Young Boys Diekirch |

### 2º Turno preliminare
| Squadra 1             | Risultato | Squadra 2           |
| --------------------- | --------- | ------------------- |
| 6 dicembre 1931       |           |                     |
| Red Black Pfaffenthal | 2 − 5     | US Bascharage       |
| The Belval Belvaux    | 3 − 2     | Tricolore Muhlenweg |

| Squadra 1            | Risultato | Squadra 2          |
| -------------------- | --------- | ------------------ |
| 20 dicembre 1931     |           |                    |
| Mansfeldia Clausen   | 0 − 2     | Chiers Rodange     |
| Pétange              | 4 − 2     | Swift Hesperange   |
| Red Star Merl        | 5 − 6     | Progrès Grund      |
| Rumelange            | 2 − 0     | Etzella Ettelbruck |
| Sporting Bettembourg | 1 − 0     | Oberkorn           |
| Stade Dudelange      | 2 − 0     | Differdange        |

### Ottavi di finale
| Squadra 1            | Risultato | Squadra 2                |
| -------------------- | --------- | ------------------------ |
| 3 gennaio 1932       |           |                          |
| Aris Bonnevoie       | 6 − 2     | US Bascharage            |
| Pétange              | 2 − 7     | Spora Luxembourg         |
| Progrès Niedercorn   | 11 - 0    | Sporting Bettembourg     |
| Red Boys Differdange | 8 - 1     | Chiers Rodange           |
| Rumelange            | 3 - 1     | The National Schifflange |
| The Belval Belvaux   | 3 - 5     | US Dudelange             |

| Squadra 1        | Risultato | Squadra 2     |
| ---------------- | --------- | ------------- |
| 17 gennaio 1932  |           |               |
| Stade Dudelange  | 3 − 3     | Fola Esch     |
| Union Luxembourg | 2 − 2     | Progrès Grund |

| Squadra 1                  | Risultato | Squadra 2        |
| -------------------------- | --------- | ---------------- |
| 7 febbraio 1932 (Spareggi) |           |                  |
| Fola Esch                  | 1 − 3     | Stade Dudelange  |
| Progrès Grund              | 1 − 0     | Union Luxembourg |

### Quarti di finale
| Squadra 1            | Risultato | Squadra 2          |
| -------------------- | --------- | ------------------ |
| 6 marzo 1932         |           |                    |
| Aris Bonnevoie       | 4 − 2     | US Dudelange       |
| Red Boys Differdange | 2 - 0     | Progrès Niedercorn |
| Rumelange            | 1 − 6     | Stade Dudelange    |
| Spora Luxembourg     | 2 - 1     | Progrès Grund      |

### Semifinali
| Squadra 1        | Risultato | Squadra 2            |
| ---------------- | --------- | -------------------- |
| 4 aprile 1932    |           |                      |
| Aris Bonnevoie   | 0 − 7     | Red Boys Differdange |
| Spora Luxembourg | 4 - 2     | Stade Dudelange      |

## Finale
| Esch-Sur-Alzette 17 aprile 1932, ore 16.00 | Spora Luxembourg | 2 – 1 | Red Boys Differdange | Stadio de la Frontiere |
| \| \| \| \| \| \| Marcatori \| \|          |                  |       |                      |                        |
|                                            |                  |       |                      |                        |
| Gol                                        | Marcatori        | Gol   |                      |                        |